# 鬼のいわや古墳
鬼のいわや古墳（おにのいわやこふん）は、熊本県熊本市北区植木町岩野にある古墳。形状は円墳。熊本市指定史跡に指定されている。

## 概要
熊本県中央北部、独立丘陵の横山の南斜面中央部に築造された古墳である。一帯では塚園古墳群・池上古墳・南原古墳などの古墳の分布が知られる。
墳形は円形で、直径約20メートル・高さ約7メートルを測る。埋葬施設は両袖式の横穴式石室で、南南西方向に開口する。玄室・前室・羨道からなる複室構造の石室である。玄室の奥壁には凝灰岩の巨石を組み合わせた石屋形を据え、壁面は急に持ち送りドーム状（穹窿状）の天井を形成するという、肥後型石室としての特色を示す。石室内からは金環・玉類・鉄鏃・馬具片・須恵器片などの副葬品が出土している。築造時期は古墳時代後期の6世紀前半頃と推定される。
古墳域は、1968年（昭和43年）に旧植木町指定史跡（現在は熊本市指定史跡）に指定されている。

## 埋葬施設

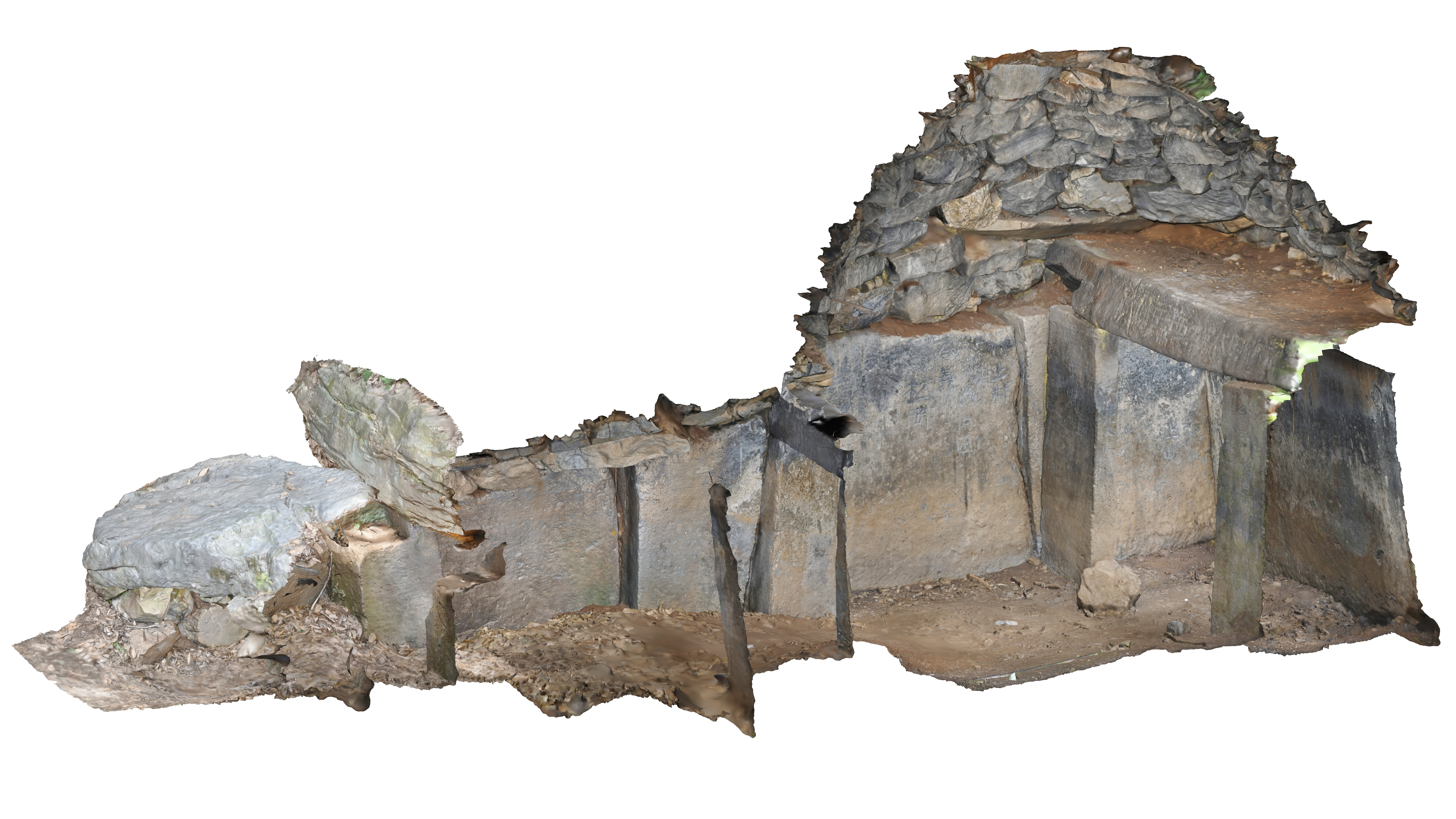
石室俯瞰図

石室展開図

埋葬施設としては両袖式横穴式石室が構築されており、南南西方向に開口する。玄室・前室・羨道からなる複室構造の石室である。石室の規模は次の通り。
- 石室全長：9.6メートル
- 玄室：長さ3.58メートル、幅2.67メートル、高さ3.77メートル
- 前室：長さ2.49メートル、幅2.10メートル、高さ3.49メートル（玄室側）・1.82メートル（羨門側）
- 羨道：現在長さ2.90メートル、幅1.50-2.10メートル

石室の石材は凝灰岩と片岩。玄室では、床面から高さ1.76メートルまでは凝灰岩を1枚ずつ立て、その上に凝灰岩と片岩を約9段分持ち送りながら積み上げて、ドーム状（穹窿状）の天井を形成する。奥壁には丹塗が施されたとみられるが、図形の有無は明らかでない。床面には石灰岩の小礫が遺存しており、礫床の可能性がある。玄室の天井石は1枚。玄室と前室の間には2重の袖石を立てて玄門とし、奥の袖石上には楣石を架ける。前室は凝灰岩の板石を1枚ずつ立て、その上に2段の小口積みとする。羨門の袖石には楣石を架けるための切り込みが認められるが、楣石自体は失われている。羨道は現在では半壊している。側壁では凝灰岩・片岩を積むが、やや粗雑な積み方である。開口部にかけて幅は狭くなる。
玄室内には、奥壁に石屋形が構築される。石屋形は凝灰岩の巨石を組み合わせたもので、両側壁に渡す。玄室奥壁から1.4メートルの位置に左右の袖石を立てて、その上に長さ1.85メートル・幅1.5メートル以上の天井石を架ける。内法の高さは1.78メートル。
石室内からは後述の副葬品のほか、後世の祭祀的遺物が出土しており、中世には開口していたとみられる。

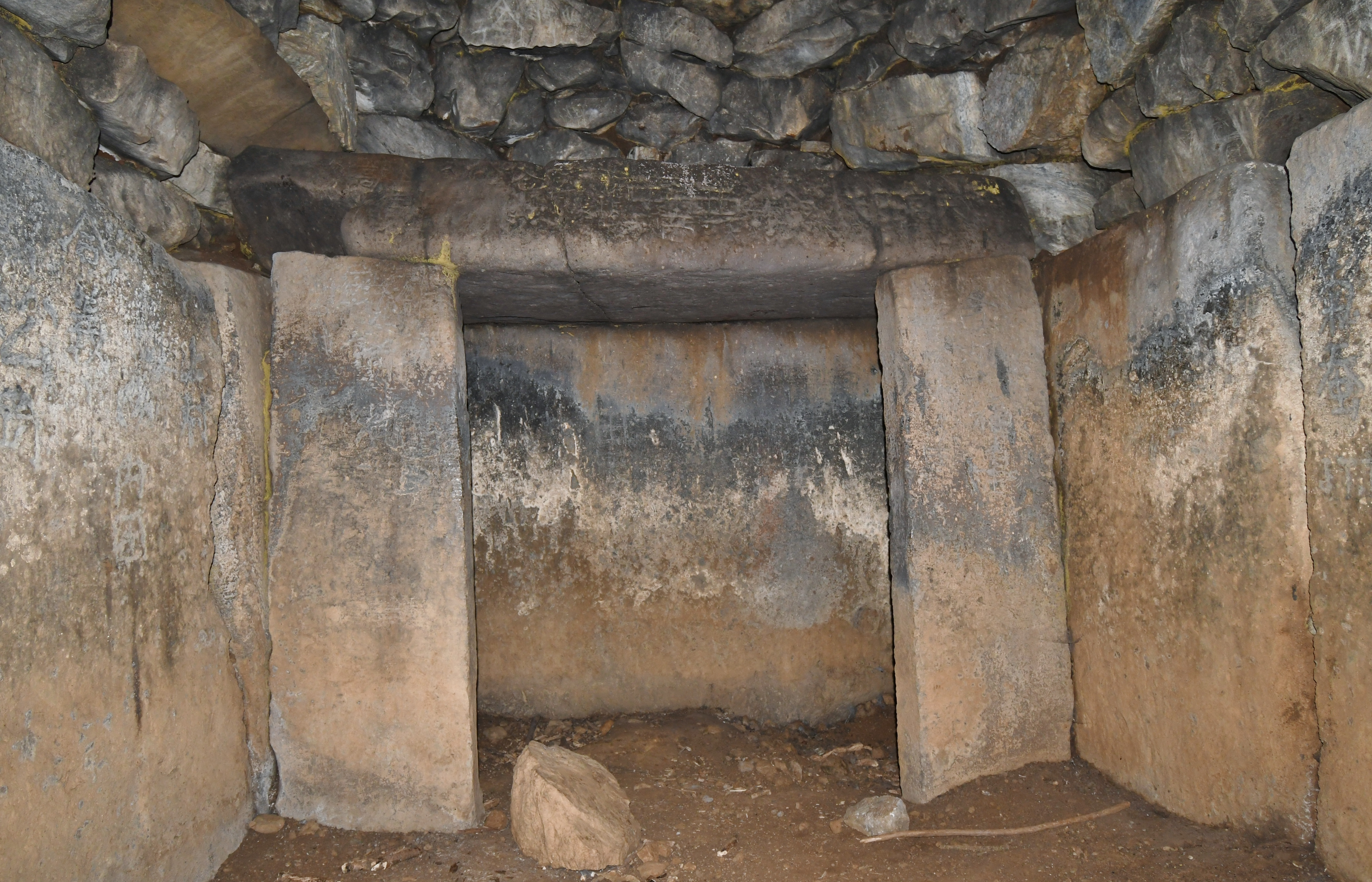
玄室・石屋形（奥壁方向）
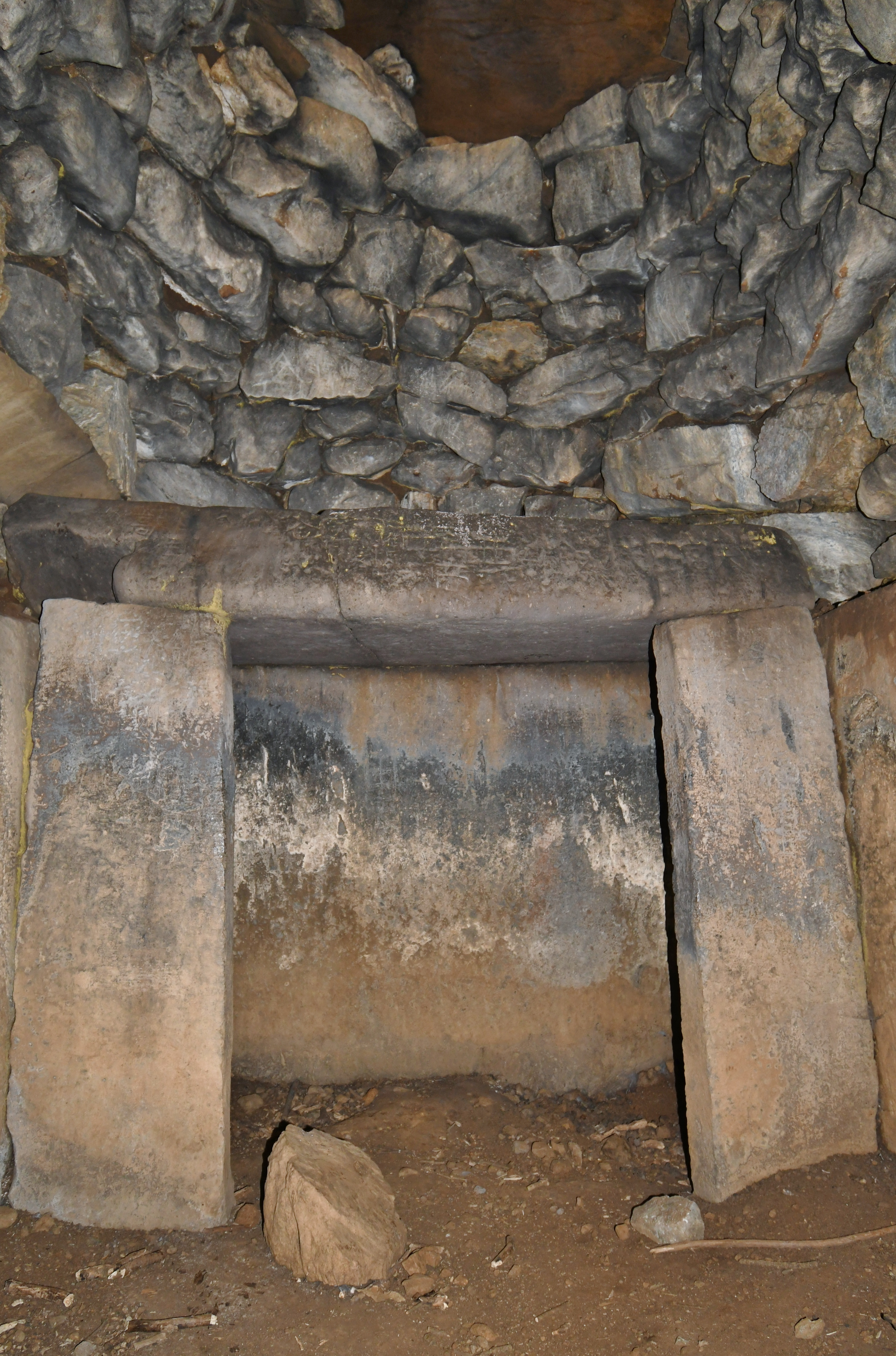
玄室・石屋形（奥壁方向）
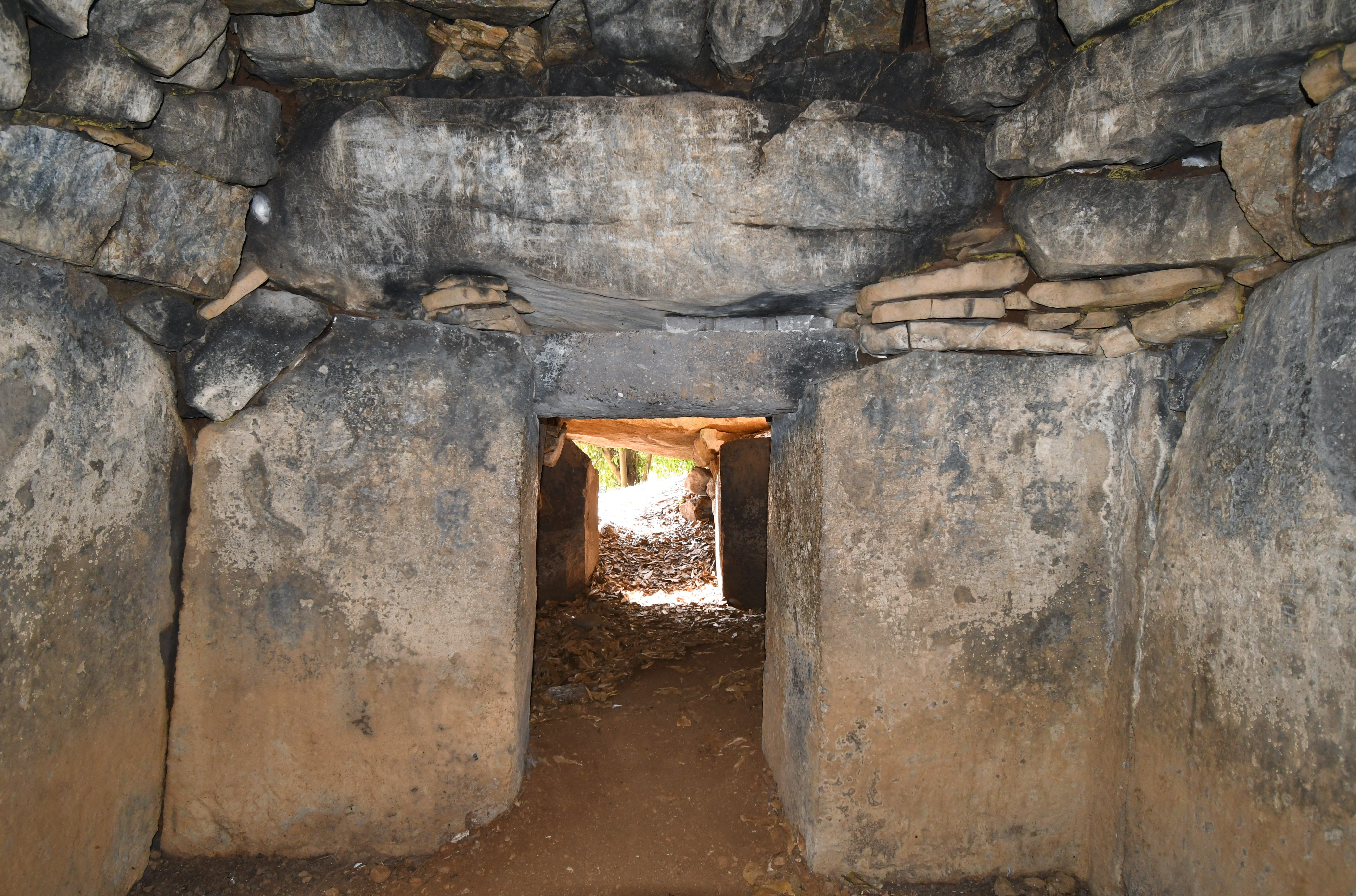
玄室（開口部方向）
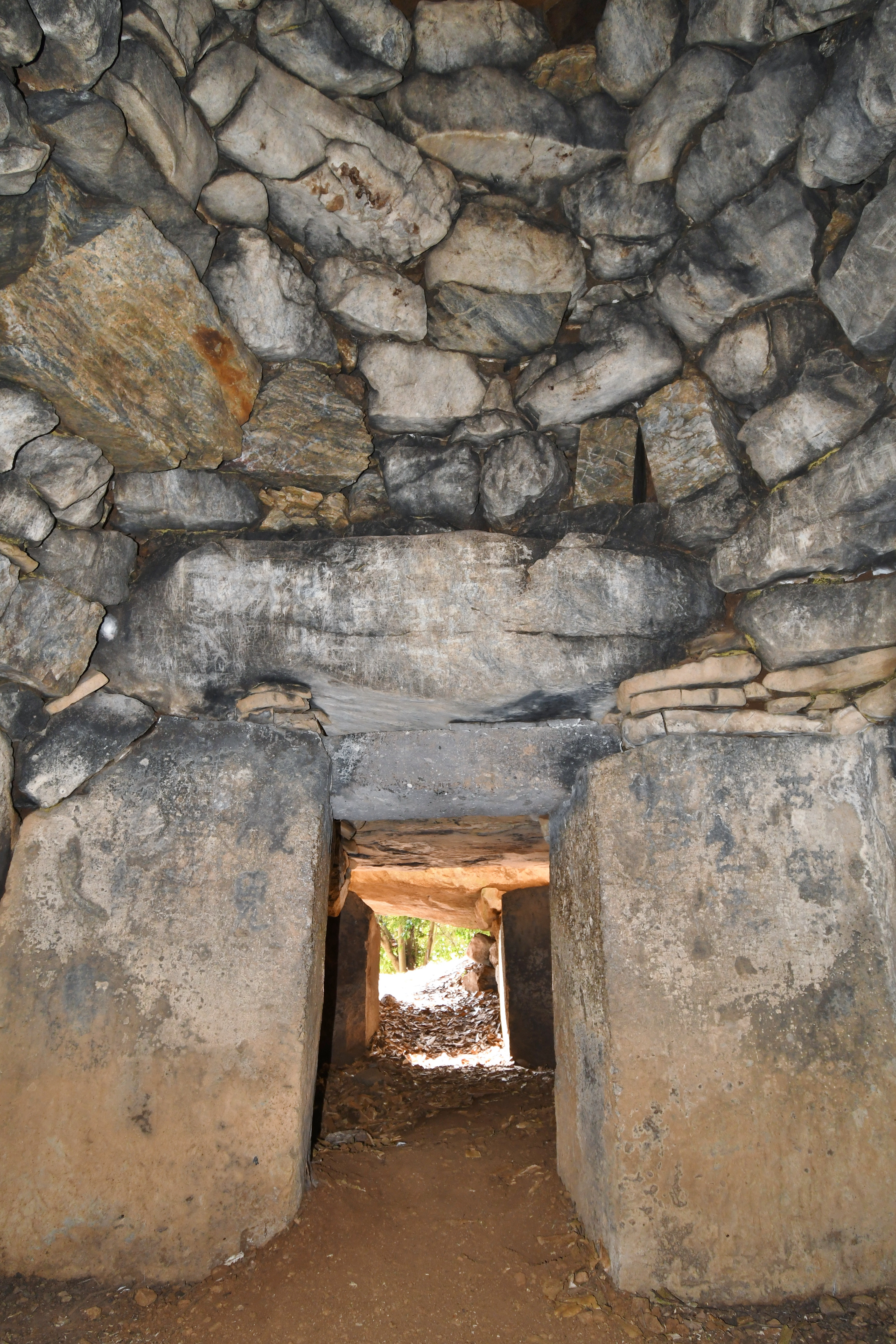
玄室（開口部方向）
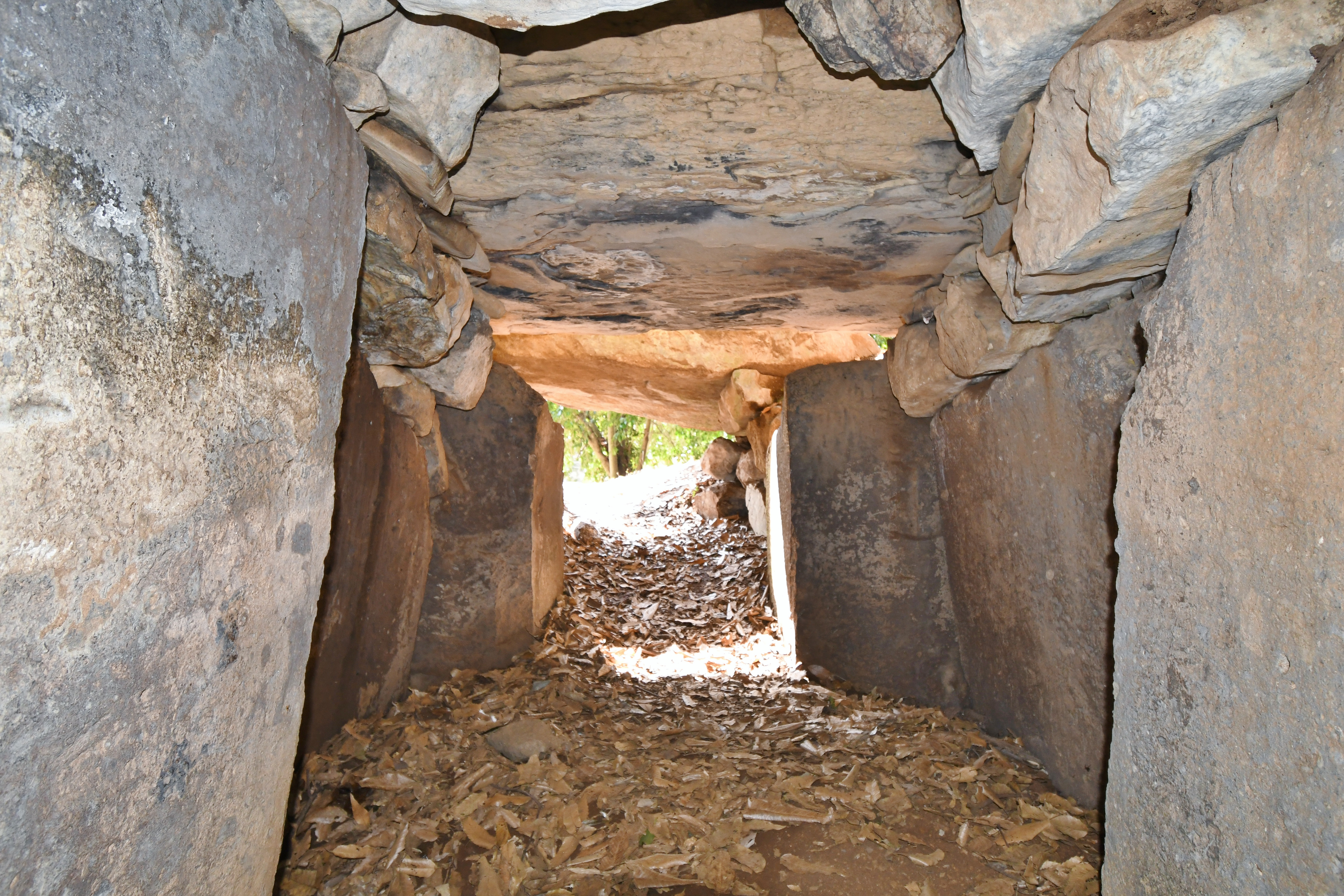
前室（開口部方向）
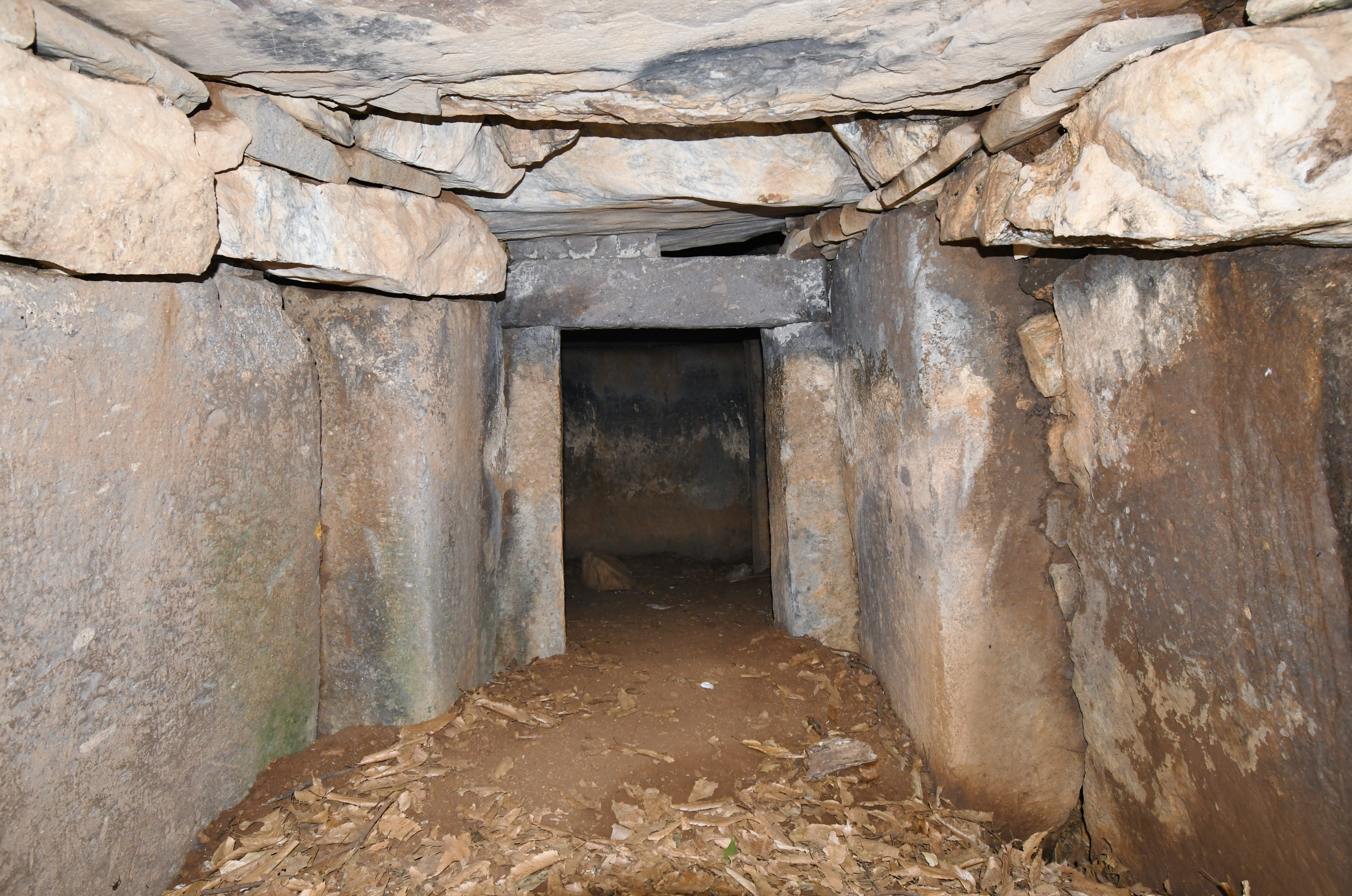
前室（玄室方向）
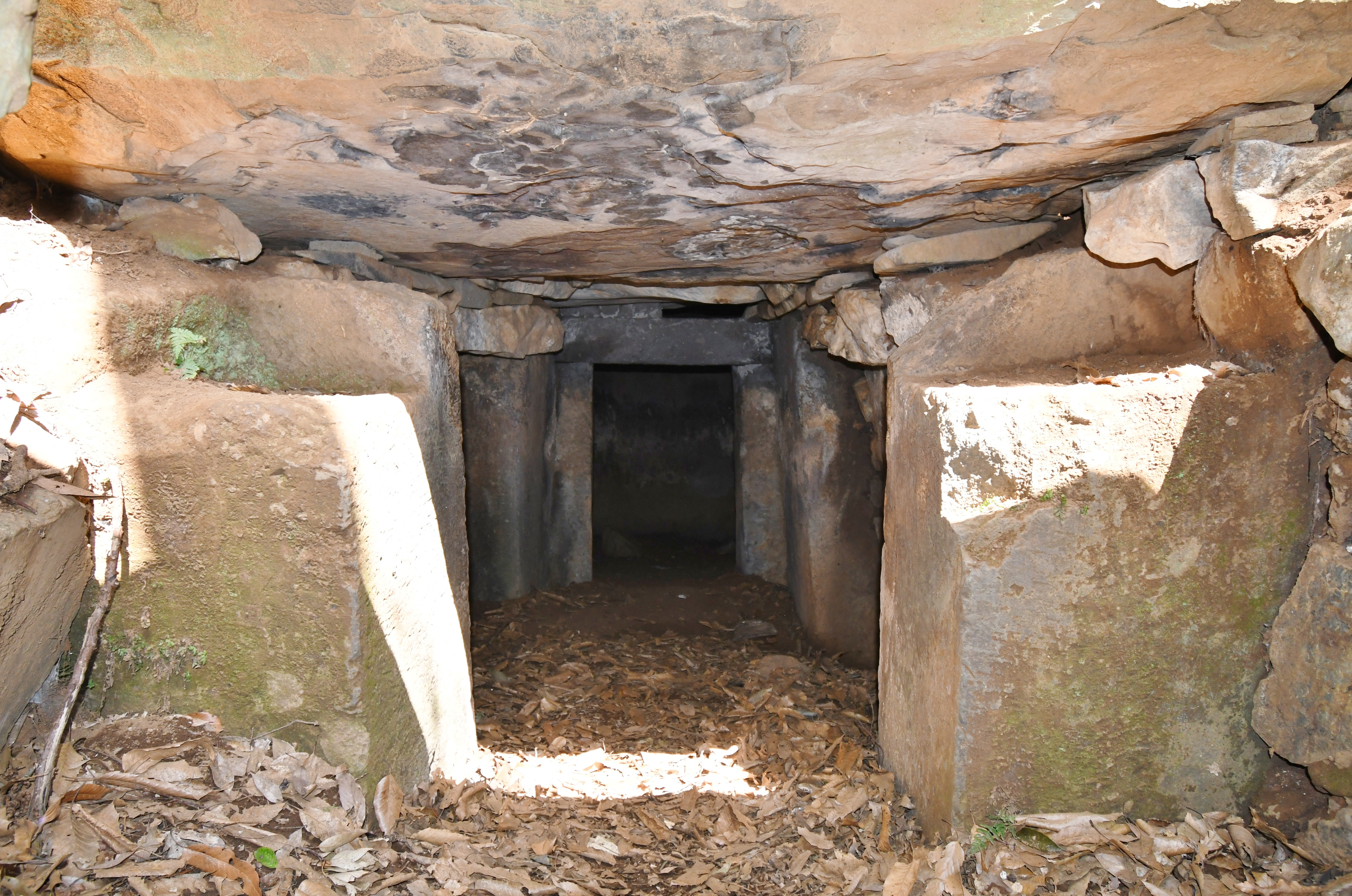
羨道（玄室方向）
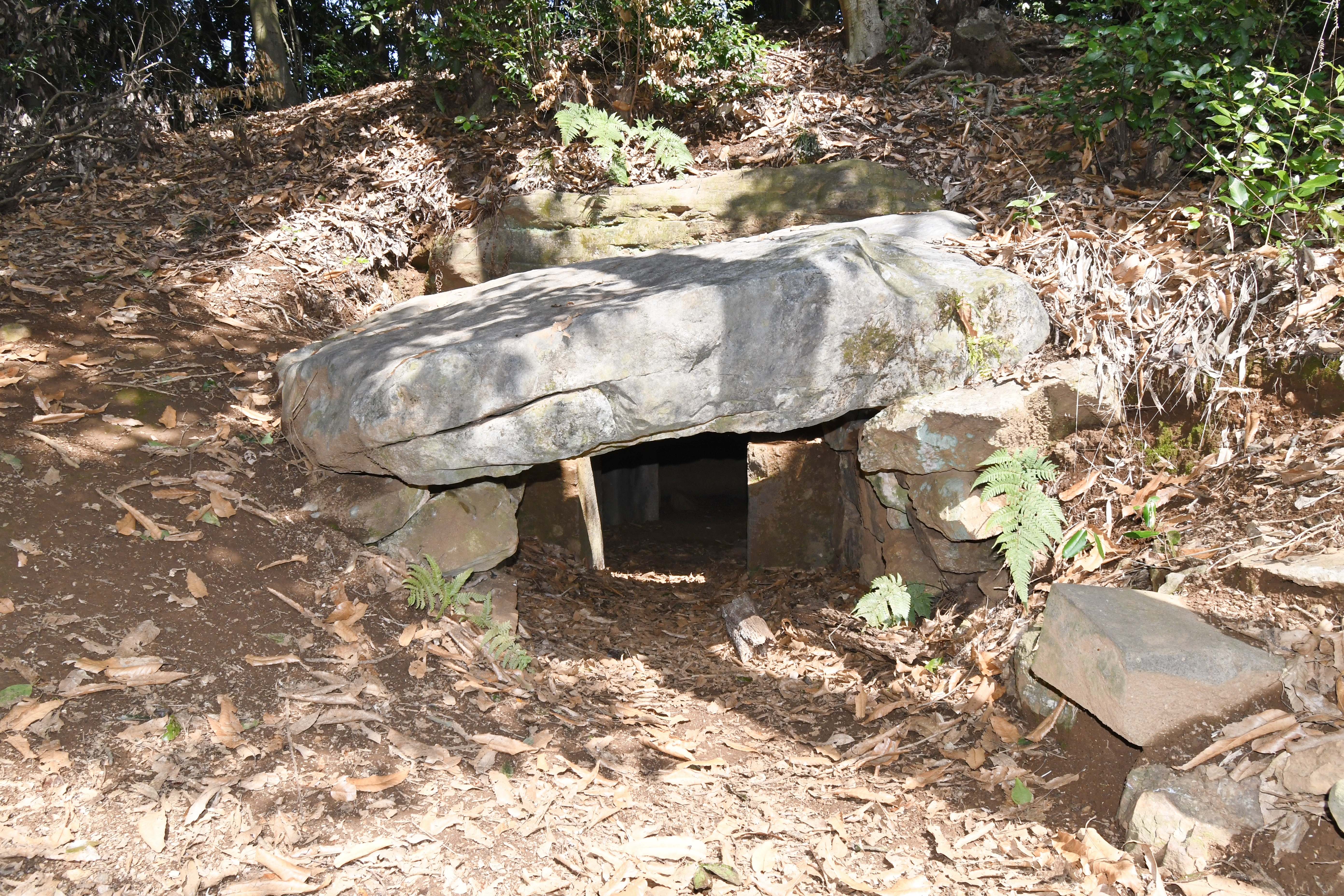
開口部
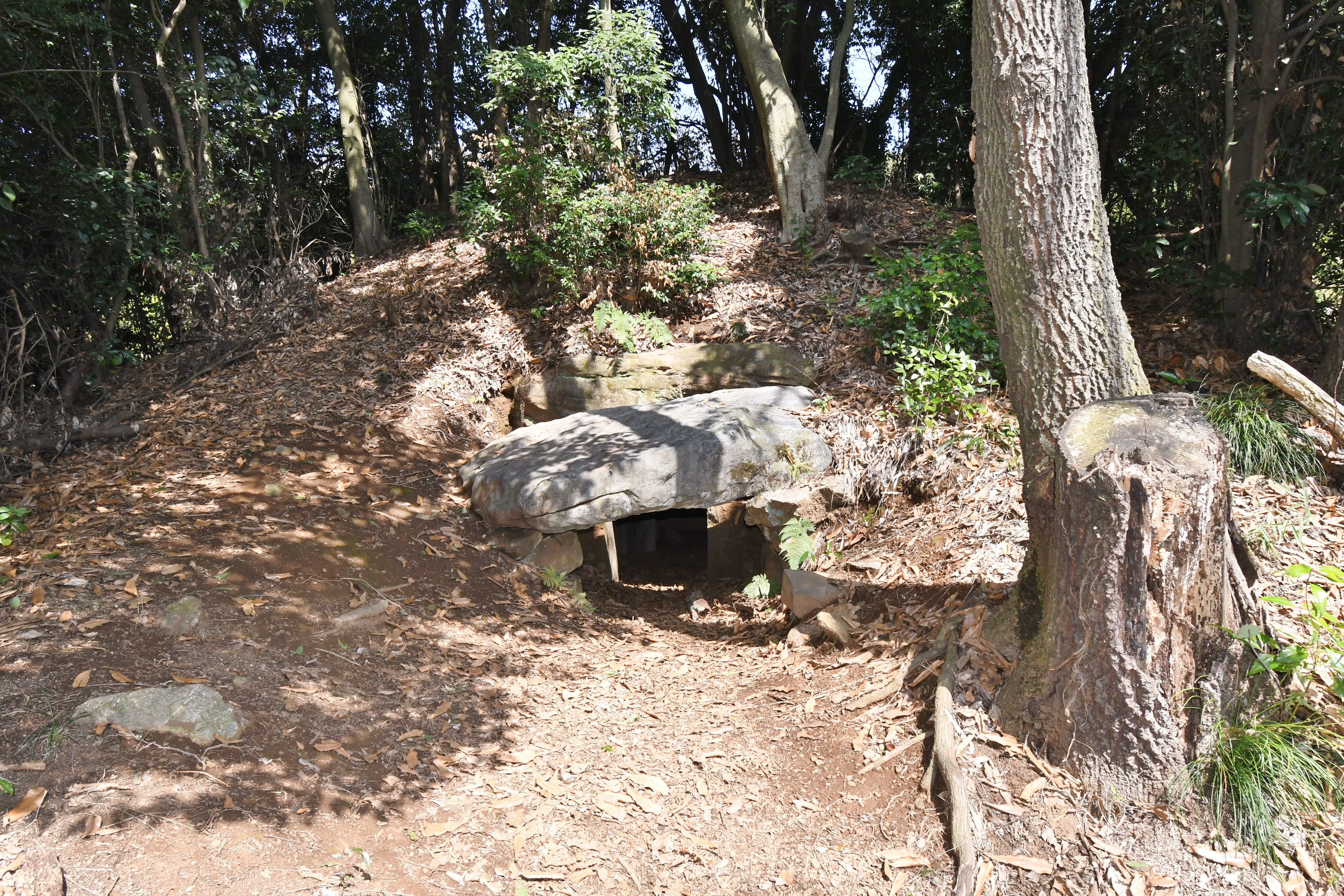
墳丘・開口部

## 出土品
石室内から出土した副葬品は次の通り。
- 玄室 石屋形内
  - 金環 1
- 玄室内
  - 金環 1
  - 勾玉 1
  - 小玉 8
  - 鉄鏃 2
  - 須恵器片
- 前室
  - 鉄鏃 1
  - 馬具 革留片 1
  - 須恵器片

以上のほか、後世の遺物として、玄室から銅銭・瓦器片・糸切皿、前室から糸切皿、羨道から白磁皿・糸切皿・銅銭などが出土している。銅銭のうち2枚は寛永通宝である。

## 文化財

### 熊本市指定文化財
- 史跡
  - 鬼のいわや古墳 - 1968年（昭和43年）7月17日指定。